# 1880 год в музыке

## События
- 5 марта — премьера оперы Антона Рубинштейна «Купец Калашников» в Мариинском театре, Санкт-Петербург
- 3 апреля — лондонская премьера комической оперы «Пираты Пензанса» Гилберта и Салливана
- 8 мая — первое исполнение комической оперы «Корневильские колокола» Робера Планкета на русском языке (театр в саду «Эрмитаж», Москва)
- Премьера Симфонии ре-минор Рихарда Штрауса, его первой масштабной работы[1]
- Густав Малер начинает свою карьеру дирижёра[2]

## Классическая музыка
- Ян Белла — струнный квартет № 2 до-минор
- Джованни Боттезини — концерт для двух контрабасов «Gran Duo Concertante»
- Иоганнес Брамс — «Трагическая увертюра» ре-минор, сочинение 81; Академическая торжественная увертюра
- Нильс Гаде — Концерт для скрипки с оркестром ре-минор
- Антонин Дворжак — Симфония № 6 ре-мажор, опус 60
- Ион Иванович — вальс «Дунайские волны»
- Густав Малер — «Печальная песнь»; «Три песни»
- Джакомо Пуччини — «Месса ди Глория»
- Хьюберт Пэрри — оратория «Сцены из Освобождённого Прометея»
- Ганс Ротт — Симфония ми-мажор.
- Антон Рубинштейн — Симфония № 2
- Артур Салливан — оратория «Мученица Антиохийская»
- Пабло де Сарасате — «Испанские танцы» для скрипки и фортепиано, тетрадь III, соч. 23.
- Камиль Сен-Санс — «Алжирская сюита», соч. 60.
- Пётр Чайковский — Концерт для фортепиано с оркестром № 2; увертюра «Ромео и Джульетта»; Серенада для струнного оркестра

## Опера
- Джованни Боттезини — «Кедр»
- Лео Делиб — «Жан де Нивель»
- Мигель Маркес — «Флоринда»
- Николай Римский-Корсаков — «Майская ночь»
- Джордже Штефэнеску — «Сынзяна и Пепеля» и «Peste Dunăre»

## Персоналии

### Родились
- 5 января — Николай Метнер (ум. 1951) ― русский композитор и пианист
- 19 февраля — Артур Шеперд[англ.] (ум. 1958) — американский композитор и дирижёр
- 17 марта — Гильермо Урибе Ольгин (ум. 1971) — колумбийский композитор, скрипач, дирижёр, музыковед и педагог
- 13 июня — Винсент Роуз[англ.] (ум. 1944) — американский скрипач, пианист, композитор и бэндлидер итальянского происхождения
- 5 июля — Ян Кубелик (ум. 1940) — чешский скрипач и композитор
- 24 июля — Эрнест Блох (ум. 1959) — швейцарский и американский композитор
- 31 июля — Мануэль Пенелла[исп.] (ум. 1939) — испанский композитор
- 19 сентября — Зекинья де Абреу (ум. 1935) — бразильский музыкант и композитор
- 20 сентября — Ильдебрандо Пиццетти (ум. 1968) ― итальянский композитор, дирижёр и музыкальный критик
- 27 сентября — Жак Тибо (ум. 1953) — французский скрипач и педагог
- 12 октября — Хилли Уиллан (ум. 1968) — канадский композитор, органист, дирижёр и педагог
- 2 ноября — Джон Фулдс[англ.] (ум. 1939) — британский композитор
- 5 декабря — Васил Стоин (ум. 1939) — болгарский музыковед, фольклорист и педагог

### Скончались
- 12 апреля — Генрик Венявский (44) — польский скрипач и композитор
- 1 мая — Самуэль Наумбург[фр.] (63) — французский композитор
- 9 мая — Германн Беренс[нем.] (54) — немецкий пианист и композитор
- 17 августа — Уле Булль (70) — норвежский скрипач и композитор
- 5 октября — Жак Оффенбах (61) — французский композитор, театральный дирижёр и виолончелист
- 1 октября — Фредрика Стенхаммар (44) — шведская оперная певица (сопрано) и композитор
- 24 ноября — Наполеон-Анри Ребер (73) — французский композитор
- 27 ноября — Уильям Сорин Лайстер[англ.] (52) — ирландский оперный импресарио
- 2 декабря — Жозефина Ланг[нем.] (65) — немецкий композитор
- 27 декабря — Алессандро Нини (75) — итальянский композитор